# Ulu
Ulu (ulu, ženski nož), vrsta eskimskog noža koji se služe pretežno žene. Sastoji se od polukružne oštrice i drške a javlja se u više veličina i oblika. 
Prve ulu-oštrice izrađivale od škriljevca i kosti a drške od kosti, roga jelena, bjelokosti ili drva. Namjena mu je za deranje kože, rezanje mesa i filetiranje ribe, a ta namjena im je i dan danas, uz dodatak da se danas upotrebljava i za sjeckanje povrća, pica i ljekovitog bilja, te da se proizvode se od nehrđajućeg čelika.

## Vanjske poveznice
- Handmade Alaskan Ulu Knives  Arhivirana inačica izvorne stranice od 19. veljače 2009. (Wayback Machine)